# 赵嗣助故居
赵嗣助故居，位于中国广东省汕头市潮阳区文光街道文光居委，现为潮阳区文物保护单位，类型为古建筑，公布时间为1997年4月9日。
赵嗣助故居的历史年代为宋代。